# کوه رامی (تاسمانی)
کوه رامی (به انگلیسی: Mount Rumney) یک حومه شهر در استرالیا است که در شهر کلارنس واقع شده‌است.